# За пригоршню долларов
«За при́горшню до́лларов» (итал. Per un pugno di dollari, англ. A Fistful of Dollars; 1964) — классический вестерн итальянского режиссёра Серджо Леоне, ознаменовавший появление поджанра — «спагетти-вестерн», первый фильм «долларовой трилогии». Своего рода вольный ремейк самурайской драмы Акиры Куросавы «Телохранитель» (1961), действие которого перенесено из Японии XIX века на границу США и Мексики. Вскоре после выхода вестерна в азиатских странах его авторы были обвинены в плагиате. Тем не менее фильм пользовался большим коммерческим успехом, а исполнитель роли стрелка Джо Клинт Иствуд стал мировой звездой. В ходе рекламной кампании в США United Artists дала персонажу Иствуда прозвище «Человек без имени».

## Сюжет
В небольшой приграничный городок Сан-Мигель приезжает бродяга-стрелок (Клинт Иствуд). Жителей на улицах нет, первый, кого он встречает — усаженный на лошадь мертвец, к спине которого приколота издевательская записка «Adios, amigo» («Прощай, друг»). Со слов хозяина салуна (Хосе Кальво) стрелок узнаёт, что городок стал ареной противоборства двух банд, которые занимаются контрабандой — мексиканцев Рохо и американцев Бакстеров. Обе банды равны по силе, и ни одна не может взять верх над другой.
Стрелок решает «раскачать» ситуацию. Он провоцирует на перестрелку боевиков, работающих на Бакстеров, и убивает четверых из них. Доказав тем самым свою ценность, он нанимается на службу к братьям Рохо, самым опасным из которых является Рамон (Джан Мария Волонте). У Рамона есть наложница Марисоль (Марианна Кох), которую тот отнял под вымышленным предлогом нечестной игры в карты у её мужа и держит рядом с собой против её воли.
В город прибывает отряд мексиканской кавалерии, охраняющий карету с какими-то ценностями. Стрелок следит за ним вплоть до пограничной реки, на которой кавалеристы встречаются с отрядом США, чтобы купить оружие за золото. Внезапно американцы открывают огонь и уничтожают мексиканских солдат — оказывается, что в американскую форму были переодеты люди Рохо, которые захватили и золото, и оружие.
Стрелок и хозяин салуна перевозят двоих убитых мексиканских солдат на кладбище и усаживают их около могилы. Затем стрелок пробирается к Бакстерам и сообщает им за вознаграждение, что двое раненых солдат из разграбленного братьями Рохо обоза остались в живых и могут дать показания против Рохо. Бакстеры спешно отправляются на кладбище. Тогда стрелок сообщает то же самое Рохо, которые также отправляются на кладбище, где завязывается перестрелка. В плен к братьям Рохо попадает сын Бакстера.
В это время стрелок, оставшийся в доме Рохо, пытается найти спрятанное золото, но вместо этого натыкается на Марисоль и нечаянно бьёт её по голове. Он относит потерявшую сознание женщину к Бакстерам и получает за это вознаграждение. Теперь Бакстеры могут обменять Марисоль на своего сына.
После совершения обмена Рамон прячет Марисоль в уединённом доме. Стрелок отправляется туда, убивает всех охранников и даёт деньги Марисоль, чтобы она могла убежать с мужем и сыном из города. Вернувшись к Рохо, он попадает в руки к Рамону, который пытками надеется выведать у него, куда делась Марисоль. Жестоко избитому стрелку удаётся сбежать и спрятаться у гробовщика (Йозеф Эггер). Рамон переворачивает весь город в поисках беглеца, который не может в таком состоянии далеко уйти, и в конце концов нападает на дом Бакстеров. Люди Рохо поджигают резиденцию конкурентов и убивают всех, кто выбегает из огня. Однако стрелка среди убитых нет.
Через некоторое время стрелок поправляется достаточно, чтобы снова взять в руки револьвер. Зная, что Рамон более чем серьёзный противник, он выпиливает из стального бака плиту, которая должна защитить его от выстрелов, направленных в грудь. Ситуация осложняется, когда Рамон начинает пытать хозяина салуна, чтобы выведать местонахождение стрелка. Стрелок отправляется на выручку к другу. Он появляется перед Рамоном на площади; Рамон раз за разом стреляет из карабина ему в грудь, пока не заканчивается 7-зарядный магазин. После этого стрелок несколькими выстрелами убивает всех братьев и помощников Рамона и устраивает с ним честную дуэль, в которой Рамон погибает.
Освободив хозяина салуна, не только не выдавшего под пытками стрелка, но и спасшего героя от пули притаившегося недобитого бандита, стрелок уезжает из города.

## В ролях
- Клинт Иствуд — стрелок Джо
- Джан Мария Волонте — Рамон Рохо
- Марианна Кох — Марисоль
- Хосе Кальво — Сильванито, владелец салуна
- Йозеф Эггер — гробовщик Пириперо
- Антонио Прието — дон Мигель Бенито Рохо
- Сигхардт Рупп — Эстебан Рохо
- Вольфганг Лукши — шериф Джон Бакстер
- Маргарита Лосано — донна Консуэло Бакстер
- Даниель Мартин — Хулиан
- Альдо Самбрель — Маноло, член банды Рохо
- Антонио Пика — член банды Рохо

## Значение
- Фильм открыл эпоху популярности «спагетти-вестернов» и определил многие их характерные черты[5]. В частности, эти фильмы представляют собой скорее кинематографические притчи, нежели реалистические произведения. Подчёркнутая фантастическая меткость персонажей, перенос акцента с сюжетной логики на эффектный зрительный ряд, эпическая цельность характеров и другие моменты позволяют чётко отличить их от вестернов американского производства, которые воспринимались аудиторией как претендующие на реалистичность, в то время как у вестернов Серджо Леоне такой претензии нет.
- Фильм стал этапным не только для режиссёра, но и для Клинта Иствуда, сыгравшего в нём одну из своих первых крупных ролей и ставшего благодаря этой роли знаменитым. Иствуд впоследствии повторил рисунок этой роли в двух других фильмах «долларовой трилогии» Леоне — «На несколько долларов больше» (1965) и «Хороший, плохой, злой» (1966).
- Стивен Кинг утверждал[источник не указан 3745 дней], что именно герой Иствуда стал прообразом Стрелка из цикла его романов «Тёмная башня».
- Фильм Леоне многократно цитировался в других произведениях. Наиболее примечательно его использование в сюжете трилогии «Назад в будущее» — во втором фильме на телеэкране показывается эпизод финальной дуэли, а в третьем персонаж Марти Макфлай, называющий себя в этот момент Клинтом Иствудом, почти дословно, хотя и в комическом ключе, воспроизводит эту сцену, используя вместо стальной плиты печную заслонку. В фильме «День сурка» Фил Коннорс, в один из дней обокрав инкассаторов, ведёт девушку в кино, будучи одетым в шляпу, пончо и сапоги со шпорами, как у героя Клинта Иствуда. Известны также пародийные использования сюжета фильма в сериале «Звёздный путь: Следующее поколение» (эпизод «A Fistful of Datas») и мультсериале «Футурама» (эпизод «A Fishful of Dollars»).
- Впоследствии тот же сюжет, перенесённый во времена гангстерских войн 1930-х годов, был использован в фильме Уолтера Хилла «Герой-одиночка».

## Технические данные
Во время съёмок этой картины была впервые использована разработанная итальянским отделением Technicolor широкоэкранная кинематографическая система «Технископ» (англ. Techniscope). Оригинальный негатив фильма снят сферической оптикой на стандартной 35-мм киноплёнке с оригинальным соотношением сторон кадра 2,33:1. Анаморфированные прокатные фильмокопии печатались оптическим способом с вертикальным анаморфированием кадра негатива и давали на экране соотношение сторон 2,35:1. Гидротипная печать прокатных копий велась по процессу «Техниколор» (англ. Technicolor). Оригинальная фонограмма — оптическая одноканальная

## Ремейк
В июле 2024 года как сообщает Deadline   Студия Euro Gang Entertainment Джанни Наннари и Саймона Хорсмана в партнерстве с Энцо Систи и Jolly Film из FCP объявили о намерении снять ремейк.